# IC 2906
IC 2906 је појединачна звијезда у сазвјежђу Лав која се налази на листи објеката дубоког неба у Индекс каталогу.
Деклинација објекта је + 13° 7' 57" а ректасцензија 11h 31m 49,8s.